# Canton de Changé
Le canton de Changé est une circonscription électorale française du département de la Sarthe.

## Histoire
Un nouveau découpage territorial de la Sarthe entre en vigueur à l'occasion des premières élections départementales suivant le décret du 24 février 2014. Les conseillers départementaux sont, à compter de ces élections, élus au scrutin majoritaire binominal mixte. Les électeurs de chaque canton élisent au Conseil départemental, nouvelle appellation du Conseil général, deux membres de sexe différent, qui se présentent en binôme de candidats. Les conseillers départementaux sont élus pour 6 ans au scrutin binominal majoritaire à deux tours, l'accès au second tour nécessitant 12,5 % des inscrits au 1er tour. En outre, la totalité des conseillers départementaux est renouvelée à chaque élection. Ce nouveau mode de scrutin nécessite un redécoupage des cantons dont le nombre est divisé par deux avec arrondi à l'unité impaire supérieure si ce nombre n'est pas entier impair, assorti de conditions de seuils minimaux. Dans la Sarthe, le nombre de cantons passe ainsi de 40 à 21.
Le canton de Changé est formé de communes des anciens cantons d'Écommoy (2 communes), du Mans-Est-Campagne (5 communes) et de Montfort-le-Gesnois (1 commune). Avec ce redécoupage administratif, le territoire du canton s'affranchit des limites d'arrondissements, avec 7 communes incluses dans l'arrondissement du Mans et 1 dans l'arrondissement de Mamers. Le bureau centralisateur est situé à Changé.

## Représentation
| Période élective | Période élective | Mandat | Mandat   | Identité            | Nuance | Nuance | Qualité                                                               |
| ---------------- | ---------------- | ------ | -------- | ------------------- | ------ | ------ | --------------------------------------------------------------------- |
| 2015             | 2021             | 2015   | 2021     | Dominique Aubin     |        | LR     | Commerçante retraitée, maire d'Yvré-l'Évêque (2014-2020)              |
| 2015             | 2021             | 2015   | 2021     | Patrick Desmazières |        | LR     | Chef de projet qualité, maire de Champagné (2014-2015) et depuis 2020 |
| 2021             | 2028             | 2021   | en cours | Isabelle Berthe     |        | DVD    | Adjointe au maire de Brette-les-Pins                                  |
| 2021             | 2028             | 2021   | en cours | Patrick Desmazières |        | LR     | Retraité, conseiller sortant                                          |

### Résultats détaillés

#### Élections de mars 2015
À l'issue du 1er tour des élections départementales de 2015, deux binômes sont en ballottage : Dominique Aubin et Patrick Desmazières (Union de la Droite, 31,02 %) et Sylvain Bacheley et Martine Renaut (Union de la Gauche, 25,26 %). Le taux de participation est de 49,89 % (11 151 votants sur 22 350 inscrits) contre 49,74 % au niveau départemental et 50,17 % au niveau national.
Au second tour, Dominique Aubin et Patrick Desmazières (Union de la Droite) sont élus avec 57,41 % des suffrages exprimés et un taux de participation de 49,72 % (5 731 voix pour 11 112 votants et 22 350 inscrits).

#### Élections de juin 2021
Le premier tour des élections départementales de 2021 est marqué par un très faible taux de participation (33,26 % au niveau national). Dans le canton de Changé, ce taux de participation est de 28,9 % (6 765 votants sur 23 409 inscrits) contre 29,78 % au niveau départemental. À l'issue de ce premier tour, deux binômes sont en ballottage : Isabelle Berthe et Patrick Desmazières (Union au centre et à droite, 36,68 %) et Erwan Cochet et Laurène Féry-Gosnet (Union à gauche avec des écologistes, 25,37 %).
Le second tour des élections est marqué une nouvelle fois par une abstention massive équivalente au premier tour. Les taux de participation sont de 34,36 % au niveau national, 30,67 % dans le département et 31,21 % dans le canton de Changé. Isabelle Berthe et Patrick Desmazières (Union au centre et à droite) sont élus avec 57,3 % des suffrages exprimés (3 934 voix pour 7 306 votants et 23 410 inscrits),,.

## Composition
Le canton de Changé comprend huit communes entières.
| Nom                            | Code Insee | Intercommunalité              | Superficie (km2) | Population (dernière pop. légale) | Densité (hab./km2) | Modifier                                    |
| ------------------------------ | ---------- | ----------------------------- | ---------------- | --------------------------------- | ------------------ | ------------------------------------------- |
| Changé (bureau centralisateur) | 72058      | CC du Sud-Est du Pays Manceau | 35,06            | 6 803 (2022)                      | 194                | modifier les données · modifier les données |
| Brette-les-Pins                | 72047      | CC du Sud-Est du Pays Manceau | 14,51            | 2 127 (2022)                      | 147                | modifier les données · modifier les données |
| Challes                        | 72053      | CC du Sud-Est du Pays Manceau | 25,83            | 1 161 (2022)                      | 45                 | modifier les données · modifier les données |
| Champagné                      | 72054      | CU Le Mans Métropole          | 13,94            | 3 680 (2022)                      | 264                | modifier les données · modifier les données |
| Parigné-l'Évêque               | 72231      | CC du Sud-Est du Pays Manceau | 63,40            | 5 367 (2022)                      | 85                 | modifier les données · modifier les données |
| Saint-Mars-d'Outillé           | 72299      | CC du Sud-Est du Pays Manceau | 38,04            | 2 471 (2022)                      | 65                 | modifier les données · modifier les données |
| Sargé-lès-le-Mans              | 72328      | CU Le Mans Métropole          | 13,85            | 3 865 (2022)                      | 279                | modifier les données · modifier les données |
| Yvré-l'Évêque                  | 72386      | CU Le Mans Métropole          | 27,61            | 4 187 (2022)                      | 152                | modifier les données · modifier les données |
| Canton de Changé               | 7202       |                               | 232,24           | 29 661 (2022)                     | 128                | modifier les données                        |

## Démographie
En 2022, le canton comptait 29 661 habitants, en évolution de +2,55 % par rapport à 2016 (Sarthe : −0,25 %, France hors Mayotte : +2,11 %).
| 2013   | 2018   | 2022   |
| ------ | ------ | ------ |
| 28 751 | 29 170 | 29 661 |